# Агенция за киберсигурност и сигурност на инфраструктурата
Агенцията за киберсигурност и сигурност на инфраструктурата (на английски: Cybersecurity and Infrastructure Security Agency, съкратено CISA) е самостоятелна федерална агенция на Съединените щати, оперативен компонент под надзора на Министерството на вътрешната сигурност (DHS). Дейността ѝ е продължение на Дирекция „Национална защита и програми“ (ДНЗП). CISA е създадена на 16 ноември 2018 г., когато президентът Доналд Тръмп подписва Закона за Агенцията за киберсигурност и инфраструктурна сигурност от 2018 г. Брандън Уелс е изпълняващ длъжността директор, докато Джен Истърли не го заменя с гласувано единодушно съгласие от Сената на 12 юли 2021 г.
Бившият заместник-секретар на NPPD Кристофър Кребс е първият директор на CISA, а бившият заместник заместник-секретар Матю Травис е неговият първи заместник-директор. Ролята на CISA е да подобри киберсигурността на всички нива на управление, да координира програмите за киберсигурност с щатите на САЩ и да подобри защитата на киберсигурността на правителството срещу хакери от частни и национални държави.

## История
Дирекцията за национална защита и програми (NPPD) е създадена през 2007 г. като компонент на Министерството на вътрешната сигурност на САЩ. Целта на NPPD е да подобри мисията на националната сигурност на Департамента чрез намаляване и премахване на заплахите за критичната физическа и кибер инфраструктура на САЩ.
На 16 ноември 2018 г. президентът Тръмп подписва закон за Агенцията за киберсигурност и сигурност на инфраструктурата от 2018 г., който издигна мисията на бившата NPPD в рамките на DHS, създавайки Агенция за киберсигурност и сигурност на инфраструктурата (CISA). CISA е агенция наследник на NPPD и подпомага както други държавни агенции, така и организации от частния сектор при решаването на проблемите на киберсигурността.
На 22 януари 2019 г. CISA издава първата си Директива за извънредни ситуации (19 – 01: Намаляване на подправянето на инфраструктурата на DNS) предупреждаваща, че „активен нападател е насочен към правителствени организации“, използвайки техники за спуфинг на DNS за извършване на атаки „човек в средата“. Изследователска група FireEye заяви, че „първоначалните изследвания показват, че отговорният актьор или актьори имат връзка с Иран“.
През 2020 г. CISA създава уебсайт, озаглавен Rumor Control, за да опровергае дезинформацията, свързана с президентските избори в САЩ през 2020 г. На 12 ноември 2020 г. CISA публикува прессъобщение, в което се твърди: „Няма доказателства, че която и да е система за гласуване е изтрила или загубила гласове, променила гласовете или по някакъв начин е била компрометирана“. В същия ден директорът Кребс посочва, че очаква да бъде освободен от поста си от администрацията на Тръмп. Впоследствие Кребс беше уволнен от президента Тръмп на 17 ноември 2020 г. чрез туит за коментарите си относно сигурността на изборите.
Брайън Уейр, помощник-директор на CISA, също подава оставката си на 12 ноември, като съобщава, че оставката му е поискана.
На 12 юли 2021 г. Сенатът избира Джен Истърли с гласуване, непосредствено след като Сенатът се завръща от почивката си след 4 юли. Номинацията на Истърли е отчетена благоприятно от комисията по вътрешна сигурност и правителствени въпроси на Сената на 16 юни, но според съобщенията сенаторът Рик Скот имаше по-нисък глас заради по-широките проблеми на националната сигурност, докато президентът или вицепрезидентът не посетиха южната граница с Мексико.

## Роля
Преглед от октомври 2020 г. в описанието на студентите „Институт за световна политика“ Активни мерки заявиха, че на CISA очевидно липсва отделно прилагане. Федералната служба за сигурност, която ще бъде разположена до 2010 г. в рамките на имиграционната и митническата служба на САЩ, беше прехвърлена през май 2019 г. от CISA в Дирекцията за управление на DHS.

## производителност
На 17 декември 2020 г. беше разкрито, че няколко американски агенции са били засегнати от масово нахлуване на чуждестранни хакери, за които се подозира, че са от Русия.

## Подкомпоненти
Подкомпонентите на CISA включват:
- Отдел за киберсигурност
- Национален съвет на държавните координатори за оперативна съвместимост (NCSWIC)
- Отдел за сигурност на инфраструктурата
- Отдел за спешни комуникации
- Национален център за управление на риска
- Отдел за интегрирани операции
- Отдел за ангажиране на заинтересованите страни
- Национална аварийна технологична охрана (неактивна, но може да бъде активирана от директора на CISA)